# ブルー・スウェイ
ブルー・スウェイ（原題：Blue Sway）は、ポール・マッカートニーが発表した楽曲。

## 概要
最初にこの曲が取り上げられたのは、1979年のアルバム「マッカートニーII」のセッション。録音されたものの、お蔵入りになった。
次に取り上げられたのは1986年。未発表音源を集めたアルバム「Cold Cuts」のために、リチャード・ナイルズがこの曲にオーケストラと新しいドラムトラック、新しいボーカルをオーバーダブした。しかしアルバム「Cold Cuts」の制作が中止になると同時にこのバージョンもお蔵入りとなった。
余談だが、リチャード・ナイルズはこの曲を非常に気に入っており、「本当にスペシャルな曲」とコメントした。
この曲が日の目を見たのは2011年。ポール・マッカートニー・アーカイブ・コレクションの「マッカートニーII」にこの曲（1979年と1986年の両方のバージョン）が収録され、それと同時にサーフィンの様子を映像に用いたプロモーション・ビデオが制作された。このビデオは「ニューヨーク・BE・フィルム・ショート・フェスティバル」で最優秀ミュージック・ビデオ賞を受賞した。
この曲がリリースされたことに対してリチャード・ナイルズは「この曲がリリースされて嬉しいよ！」とコメントした。